# Ludwig Landerer
Ludwig „Wiggerl“ Landerer (* 31. Mai 1937 in Penzberg) ist ein ehemaliger deutscher Fußballspieler.

## Karriere

### Vereine

#### FC Bayern München
In Penzberg geboren und dort während des Zweiten Weltkriegs bei seinen Großeltern untergebracht, begann Landerer beim FC Penzberg mit dem Fußballspielen und setzte es später bei Amicitia München fort. Am 1. April 1950 trat er in die Jugendabteilung des FC Bayern München ein. Am 1. Juli 1954 rückte er in die erste Mannschaft auf, für die er am 20. Februar 1955 (22. Spieltag) bei einer 1:3-Niederlage im Auswärtsspiel gegen den SSV Jahn Regensburg in der Oberliga Süd debütierte. Aufgrund des schlechten Abschneidens in der Saison 1954/55 stieg er mit der Mannschaft – bis heute einmalig – als Tabellenletzter in die 2. Oberliga Süd ab. In dieser Spielklasse trug er mit einem Tor in 29 Punktspielen zum zweiten Platz und damit zur Rückkehr in die Oberliga Süd bei. Im Sommer 1955 gewann er als 18-jähriger Auswahlspieler des Landesverbandes Bayern mit dem 5:2-Sieg über die Auswahl des Landesverbandes Westfalen den Länderpokal. Die Saison 1956/57, in der er in 16 Punktspielen torlos blieb, „krönte“ er am 29. Dezember 1957 im Augsburger Rosenaustadion, nach dem 1:0-Sieg gegen Fortuna Düsseldorf, mit dem erstmaligen Gewinn des DFB-Pokals des FC Bayern München. Mit ihm als Talent auf der zentralen Mittelläuferposition gewann der FC Bayern München zuvor am 26. Juni 1957 in München mit 4:1 Toren gegen den 1. FC Schweinfurt 05 den Süddeutschen Pokal. Über den Qualifikationsgegner Spandauer SV gelangte der FC Bayern München in das Halbfinale gegen den 1. FC Saarbrücken. Da das Spiel erst am 4. August 1957 stattfand, kamen die Neuzugänge zur Saison 1957/58, Gerhard Siedl und Kurt Sommerlatt, beide vom Karlsruher SC, zum Einsatz und das Spiel wurde mit 3:1 nach Verlängerung gewonnen. Nach 101 Erstligaspielen, 29 Zweitligaspielen und sechs Länderspielen verließ Landerer den FC Bayern München zum Saisonende 1959/60.

#### TSG Ulm 1846/Eintracht Frankfurt
Die Zeit in Ulm stand unter keinem guten Stern für Landerer; infolge andauernder Verletzungen bestritt er in der Saison 1960/61 kein Punktspiel für Ulm. Als er zum Saisonende beim Ligakonkurrenten Eintracht Frankfurt unterschrieb, verweigerten die Ulmer die Freigabe und Landerer wurde somit für ein Jahr gesperrt.
Erst in der Saison 1962/63 kam er in der Oberliga Süd wieder zum Einsatz. Mit allen 30 Punktspielen in der Defensivzentrale der Eintracht hatte er wesentlichen Anteil am vierten Tabellenplatz. Als Eintracht-Spieler wurde er vor dem am 23. Dezember 1962 in Karlsruhe mit 5:1 gewonnenen Länderspiel gegen die Auswahlmannschaft der Schweiz zu einem DFB-Lehrgang berufen. Am 12. Dezember bildete er zusammen mit Max Lorenz und Stefan Reisch die Läuferreihe in einer Junioren-Auswahl bei einem Testspiel gegen die Nationalmannschaft. Bei dem am 5. Mai 1963 in Hamburg mit 1:2 verlorenem Länderspiel gegen die Seleção gehörte er zum Aufgebot von Bundestrainer Sepp Herberger. Zum Saisonauftakt der neu geschaffenen Bundesliga am 24. August 1963 gehörte er der Startelf an, die im heimischen Waldstadion 1:1 unentschieden gegen den 1. FC Kaiserslautern spielte. In der höchsten deutschen Spielklasse bestritt er in seiner ersten Saison lediglich 13 Punktspiele, da ihn wieder Verletzungen plagten. Im DFB-Pokal-Wettbewerb war Landerer aber in den erfolgreichen Spielen gegen den KSV Hessen Kassel, den FC Schalke 04 und im Halbfinale gegen Hertha BSC aktiv und erreichte mit Eintracht Frankfurt das am 13. Juni 1964 in Stuttgart gegen den TSV 1860 München mit 0:2 verlorene Finale. Sein letztes Bundesligaspiel bestritt Landerer am 4. September 1965 (4. Spieltag) bei der 1:4-Niederlage im Auswärtsspiel gegen Hannover 96 an der Seite von Torhüter Peter Kunter und den Abwehrspielern Peter Blusch, Friedel Lutz und Karl-Heinz Wirth.

#### FSV Frankfurt/ESV München
Zur Saison 1966/67 wechselte er zum Regionalligisten FSV Frankfurt, für den er aber verletzungsbedingt nur vier Spiele bestreiten konnte. Daraufhin kehrte er nach München zurück und übernahm in der Saison 1967/68 die Funktion des Spielertrainers beim Amateurverein ESV München.

### Nationalmannschaft
Am 12. April 1954 kam Landerer in Bonn im zweiten Gruppenspiel, beim zum zweiten Mal von der FIFA ausgetragenen Jugendturnier, zu seinem ersten Länderspiel, das mit 6:1 gegen die Auswahlmannschaft Nordirlands gewonnen wurde. Bei der dritten Austragung – mittlerweile in den Profikader der Bayern aufgerückt – bestritt er zwei weitere Gruppenspiele. Am 9. April 1955 erzielten die A-Junioren des DFB in Pisa ein torloses Unentschieden gegen die Auswahl Portugals, zwei Tage später verloren sie in Florenz mit 0:1 gegen die Auswahl Italiens. An der Seite von Max Schwall und Karl Hoffmann debütierte Landerer am 19. Mai 1956 in Freiburg im Breisgau, beim 3:3-Unentschieden gegen die Auswahl Frankreichs, in der Amateurnationalmannschaft. Mit Bernhard Wirth und Fritz Semmelmann bildete er am 21. Mai 1956 in München, beim 4:1-Sieg über die Auswahl Schottlands, erneut die Läuferreihe. Für die U23-Nationalmannschaft bestritt er einzig das am 26. Februar 1958 in Wuppertal mit 4:1 gewonnene Länderspiel gegen die Auswahl Belgiens.

## Erfolge
- DFB-Pokal-Sieger 1957 (mit dem FC Bayern München)
- Länderpokal-Sieger 1955, 1963 (mit dem Landesverband Bayern)